# 李東苹
李東苹（15世紀—16世紀），字景瑞，江西南昌府豐城縣湖茫人，民籍，明朝政治人物。

## 生平
李東苹是嘉靖二十五年（1547年）丙午科江西鄉試舉人，六次參加會試都下第，兄長李東華去世後為謀祿供養雙親而謁選，授興國州知州，調普安州知州，再補任安寧州知州，其時雲南地方用兵多所殺戮，他每每委曲全活，代理鹽井司提舉，又停止鹽商陋規，兩次任鄉試同考官號稱得士，陞福建布政使司參政，改任襄王府長史，得襄王尊重禮遇，題加四品服俸，因病去世。

## 家族
曾祖李煥，教諭；祖父李黼；父李恩。

## 引用
1. 1 2  同治《豐城縣志·卷十三·人物志三》：李東華，字景曉，湖茫人，煥之孫，嘉靖進士……弟東苹，字景瑞，與兄同鄉舉，六上春闈不第，兄卒謀祿養，謁選知興國州，調普安，再補安寧，時督撫楊喜用兵，多所誅戮，東苹每委曲全活，攝鹽井提舉，却鹽商陋規，兩校鄉闈號得士，遷襄府長史，王尊禮之，題加四品服俸，疾卒櫬還里，其家蕭然。
2. ↑  同治《豐城縣志·卷八·選舉》：嘉靖二十五年丙午鄉試 解元易宏器，是年解額倍數……李東苹 東華弟，襄府長史，有傳
3. ↑  乾隆《安寧州志·卷十四·官師》：州守……明……李東苹 豐城人，由舉人，陞福建參政
4. ↑  龚延明主编 (编). . 宁波: 宁波出版社. 2016. ISBN 978-7-5526-2320-8. 《天一閣藏明代科舉錄選刊.登科錄》之《嘉靖三十二年癸丑科登科錄》